# HNLMS Van Galen (G84)
Pour les autres navires du même nom, voir HNLMS Van Galen.
Le HNLMS Van Galen est un destroyer de classe N en service Marine royale néerlandaise pendant la Seconde Guerre mondiale.

## Historique
Construit à l'origine pour la Royal Navy sous le nom de HMS Noble (G84), le navire est vendu à la Marine hollandaise avant son lancement en avril 1941. 
Au cours de la Seconde Guerre mondiale, il sert principalement contre les Japonais sur les théâtres de l'océan Indien et du Pacifique Sud, revenant en Europe de novembre 1944 à la fin de 1945, date à laquelle il rejoint les Indes orientales néerlandaises au cours de la Révolution nationale indonésienne.
De retour dans les eaux européennes de 1949 à 1952, le Van Galen participe à la guerre de Corée avant d'être mis en réserve en 1953, rayé des listes en octobre 1956 puis vendu pour démolition le 8 février 1957.

## Commandement
- Luitenant-ter-zee 1re klasse Francois Theodoor Burghard du 11 février 1942 au 19 février 1945.
- Luitenant-ter-zee 1re klasse François Louis Capel du 19 février 1945 au 20 avril 1945.
- Luitenant-ter-zee 1re klasse Pieter Andréa Mulock van der Vlies Bik du 20 avril 1945 au 7 septembre 1946.